# Roland Czada
Roland Czada (* 1952 in Stuttgart) ist ein deutscher Politikwissenschaftler.

## Leben
1979 legte er das Magisterexamen in Politikwissenschaft, empirischer Kulturwissenschaft und Psychologie an der Universität Tübingen ab. 1980/1981 war er wissenschaftlicher Mitarbeiter und Aufbaustudium „Verwaltungswissenschaft“ an der Universität Konstanz. Von 1981 bis 1984 war er wissenschaftlicher Mitarbeiter am Otto-Suhr-Institut der FU Berlin, Bereich „Innenpolitik und Komparatistik“ (1983/1984 beurlaubt für journalistische Tätigkeit bei der Südwest Presse, Süddeutscher Zeitungsdienst). Von 1984 bis 1992 war er wissenschaftlicher Mitarbeiter und Hochschulassistent in Konstanz, Fakultät für Verwaltungswissenschaft. Nach der Promotion 1986 in Konstanz und der Habilitation 1992 (Lehrbefugnis für Politik- und Verwaltungswissenschaft) war er von 1992 bis 1995 wissenschaftlicher Mitarbeiter am Max-Planck-Institut für Gesellschaftsforschung und Privatdozent an der Universität Konstanz. Von 1995 bis 2002 lehrte er als Professor für Politikfeldanalyse und Verwaltungswissenschaft an der FernUniversität Hagen. 2001/2002: Willy-Brandt Lehrstuhl für Transformationsforschung, Graduate School in Humanities, Universität Kapstadt. Ab 2002 ist er Professor für Staat und Innenpolitik am Fachbereich Sozialwissenschaften der Universität Osnabrück. 2003 war er Gastprofessor am Forschungsinstitut für Sozialwissenschaften an der Universität Tokio.
Seine Forschungsschwerpunkte sind Verhandlungsdemokratie, Politik der deutschen Vereinigung, Sozialpolitik / Wohlfahrtsstaatsreform, politische Ökonomie entwickelter Industriegesellschaften, politische Konfliktregelung und Interessenvermittlung und Staatstheorie und Verwaltungsforschung.

## Schriften (Auswahl)
- als Herausgeber mit Bernhard Blanke und Carl Böhret: Spaltungen der Gesellschaft und die Zukunft des Sozialstaates. Beiträge eines Symposiums aus Anlass des 60. Geburtstages von Hans-Hermann Hartwich. Opladen 1990, ISBN 3-8100-0794-3.
- als Herausgeber mit Manfred Gustav Schmidt: Verhandlungsdemokratie, Interessenvermittlung, Regierbarkeit. Festschrift für Gerhard Lehmbruch. Opladen 1993, ISBN 3-531-12473-0.
- als Herausgeber: Transformationspfade in Ostdeutschland. Beiträge zur sektoralen Vereinigungspolitik. Frankfurt am Main 1998, ISBN 3-593-35868-9.
- als Herausgeber mit Hellmut Wollmann: Von der Bonner zur Berliner Republik. 10 Jahre deutsche Einheit. Opladen 1999, ISBN 3-531-13440-X.